# Borova Kosa
Borova Kosa is een plaats in de gemeente Đulovac in de Kroatische provincie Bjelovar-Bilogora. De plaats telt 99 inwoners (2001).